# 柳下美恵
柳下 美恵（やなした みえ）は、日本のピアニスト、作曲家である。サイレント映画ピアニストとして国内、海外で活躍している。

## 経歴
1995年、山形国際ドキュメンタリー映画祭の映画誕生100年記念上映会でデビュー。2011年に杉田協士監督『ひとつの歌』の音楽を手がけ、2012年に篠崎誠監督『あれから』の音楽を手がける。2012年、カール・テオドア・ドライヤー監督『裁かるるジャンヌ』のUK盤DVDとUK盤Blu-ray Discに柳下のピアノ伴奏が収録された。

## フィルモグラフィー
- ひとつの歌（2011年）
- あれから（2012年）
- ニッポン国VS泉南石綿村（2017年）